# The White Stripes
The White Stripes sono stati un duo rock statunitense di Detroit, formato da Jack White e Meg White.
La struttura base della loro musica è costituita da due soli strumenti, la chitarra e la batteria, ma nelle loro canzoni utilizzano altri strumenti musicali; infatti, Jack White, oltre alla chitarra, suona il basso, il pianoforte, la marimba e altri strumenti a percussione, mentre Meg White suona, oltre la batteria, anche varie percussioni.
La voce è quasi sempre quella di Jack, ma in alcune canzoni (come In The Cold, Cold Night, contenuta nel loro quarto album, Elephant) è Meg a cantare.
Il 2 febbraio 2011 viene dato l'annuncio del definitivo scioglimento del duo.

## Storia

### Origini ed esordi (1997 - 1999)
Il gruppo The White Stripes viene fondato nel 1997 nel Michigan da Jack e Meg White, amanti del blues e del rock and roll. Il loro nome deriva da vecchie caramelle al gusto di menta con la carta di colore bianco e rosso; è un'idea di Meg, golosa di questo tipo di caramelle. I due cominciano a suonare nei club locali, riscuotendo l'interesse di un sempre maggior pubblico. Così, nello stesso anno, firmano il loro primo contratto con la Sympathy for the Record Industry, etichetta discografica conosciuta per avere messo in luce vari gruppi oltre ai White Stripes; proprio quest'etichetta accompagnerà Jack e Meg nei loro primi tre album.
Nel 1998 escono alcuni singoli, tra cui Let's Shake Hands e Lafayette Blues, che costituiscono il preludio al loro primo omonimo progetto discografico, The White Stripes, pubblicato nel 1999, descritto dalla band come «il più arrabbiato, crudo e potente» che abbiano mai prodotto. Si tratta di un album "difficile", scarsamente apprezzato dalla maggior parte dell'audience, che tuttavia contiene alcuni pezzi interessanti, tra cui The Big Three Killed My Baby, feroce attacco allo sfruttamento umano di alcune case automobilistiche statunitensi degli anni sessanta e settanta, e Screwdriver, pezzo molto intenso al quale il duo è molto affezionato, in quanto si tratta della loro prima canzone in assoluto; non a caso, la suonano praticamente in ogni loro concerto dal vivo. Negli ultimi anni, l'album è stato comunque rivalutato per la sua grande carica innovativa e per l'originalità dello stile.

### De StijleWhite Blood Cells(2000 - 2002)

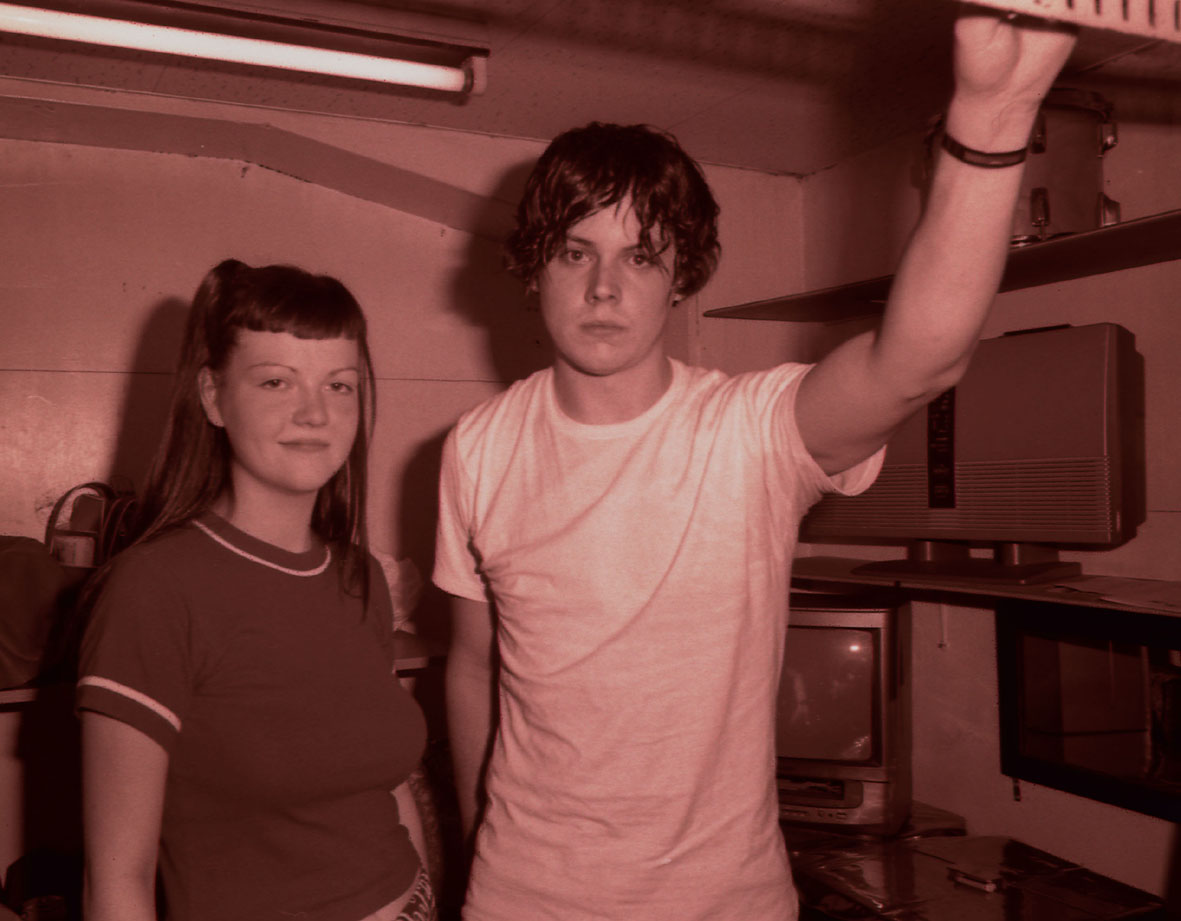
I White Stripes nel 2000.

Il secondo album, De Stijl (dal nome dell'omonima rivista artistica olandese del XX secolo), uscito nel 2000, ha segnato per la band un'importante tappa verso il successo internazionale; infatti, per la prima volta, il disco raggiunge discreti dati di vendita anche in Europa. Hello Operator e Death Letter sono i singoli che riscuotono il maggior seguito. Parte degli ottimi risultati è dovuta anche al successo della loro immagine; le voci che dicono che i due non siano davvero fratello e sorella, ma che invece siano stati sposati per alcuni anni e poi divorziati, permettono alla band di ottenere sempre maggior visibilità, fino addirittura a comparire nelle prime pagine delle principali riviste musicali (e di cronaca rosa) americane e non solo.
In quell'anno, in una delle numerose interviste, i White Stripes sottolineano l'ormai indissolubile legame che è presente tra il gruppo e i colori bianco, rosso e nero che - secondo quanto detto da Jack - «sono la combinazione di colori più forte dell'universo», colori che hanno influenze dirette sull'immagine (e in modo particolare sull'abbigliamento) della band.
Nel 2001 il gruppo pubblica il suo terzo lavoro, White Blood Cells. L'album, a differenza degli altri due lavori (incisi nel soggiorno della casa di Jack), viene registrato a Memphis. Già prima dell'uscita dell'album, in Inghilterra, i White Stripes vengono acclamati dalla critica, e negli Stati Uniti d'America diventano una delle band più pubblicizzate del 2002. Vendono in tutto 900.000 copie. Vengono estratti vari singoli dall'album, come Fell in Love with a Girl; la canzone diventa in breve tempo famosa, trainata anche e soprattutto dal rispettivo videoclip, nel quale il loro regista di fiducia, Michel Gondry (celebre per aver lavorato con artisti quali Rolling Stones, Björk, Daft Punk, Chemical Brothers, Beck e Kylie Minogue), fa uso dell'animazione LEGO. Per questo brevissimo video, la band ha ottenuto vari riconoscimenti, tra cui tre premi agli MTV Video Music Awards 2002:
- Breakthrough Video Award (Video più Originale);
- Best Special Effects In A Video (Migliori Effetti Speciali)
- "Best Editing In A Video (Miglior Montaggio).

Nel frattempo, il gruppo cambia etichetta discografica, verificandosi il passaggio dalla Sympathy for the Record Industry alla V2 Records, che, a causa delle sempre maggiori richieste, provvede alla ristampa dei primi due album.

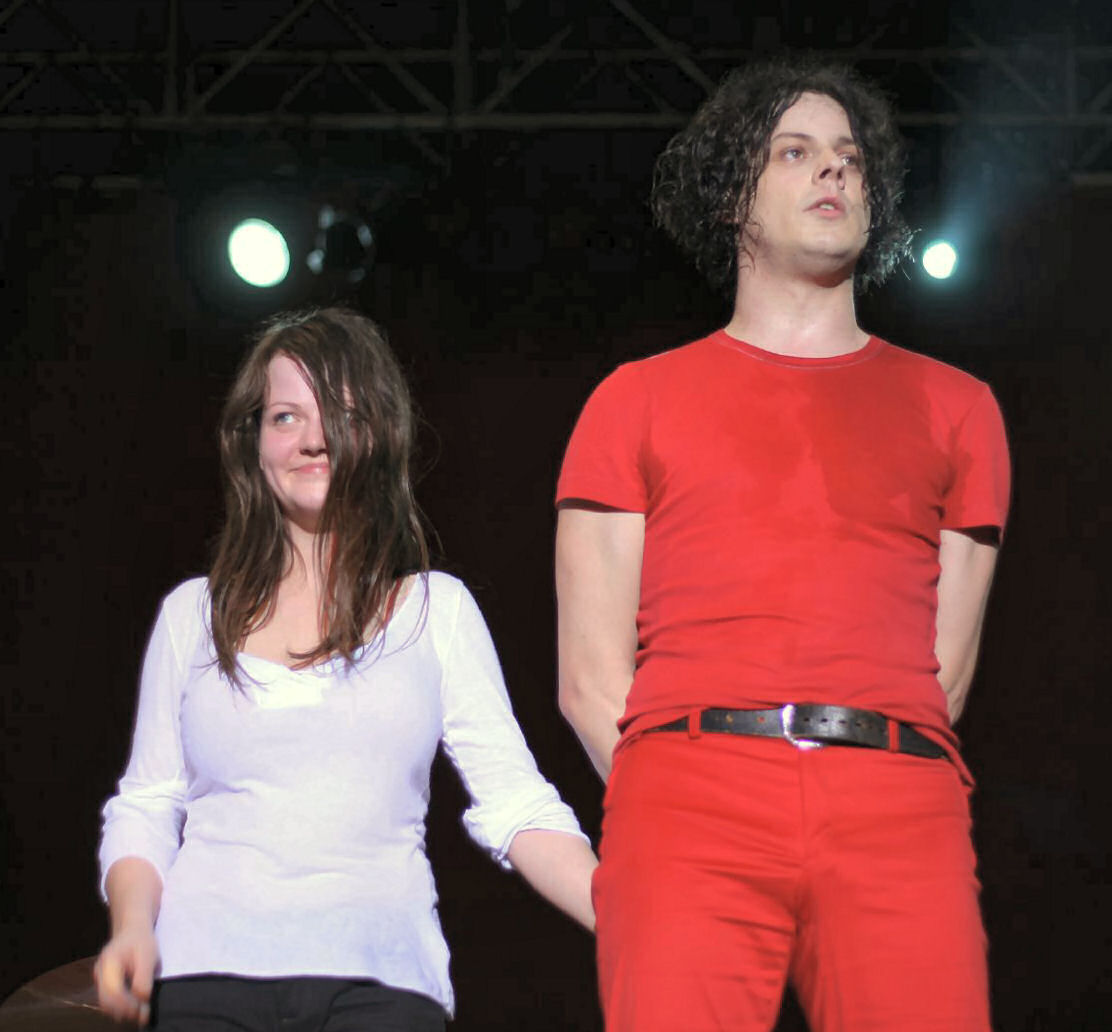
The White Stripes in concerto.

### ElephanteSeven Nation Army(2003 - 2004)
Il 1º aprile 2003 esce Elephant, considerato il loro lavoro più rappresentativo. Appena una settimana dopo la sua uscita, trainato dal singolo Seven Nation Army, l'album entra al primo posto della classifica inglese e al terzo posto di quella americana. Altri singoli estratti dal disco sono I Just Don't Know What to Do with Myself, con il rispettivo video in bianco e nero girato da Sofia Coppola e con la partecipazione della modella Kate Moss e The Hardest Button to Button, dedicato ai bambini rovinati dall'incapacità dei rispettivi genitori di garantire loro una buona infanzia. L'album ha venduto quasi 5.000.000 di copie, ed è stato insignito di alcuni premi, tra cui:
- un Grammy Award come Best Alternative Music Album, l'8 febbraio 2004;
- il 390º posto per la rivista musicale Rolling Stone ne "I 500 album più belli di tutti i tempi". Per quanto riguarda i singoli brani, la canzone Seven Nation Army ha vinto un Grammy come miglior canzone rock dell'anno 2003.

Nel 2003, Jack e Meg hanno partecipato a un film di Jim Jarmusch, Coffee and Cigarettes, con il segmento intitolato Jack Shows Meg His Tesla Coil; proprio Jarmusch ha girato un loro video, quello di There's No Home for You Here. Jack White nel 2003 partecipa con una piccola comparsa nel film di Anthony Minghella Ritorno a Cold Mountain.
Nell'agosto del 2003, la rivista Rolling Stone ha inserito Jack White al settantesimo posto nella classifica dei 100 più grandi chitarristi di tutti i tempi.
Nel 2004 hanno realizzato il loro primo DVD, Under Blackpool Lights, contenente una tappa del loro tour.

### Get Behind Me Satan, i The Raconteurs e altri progetti (2005 - 2006)

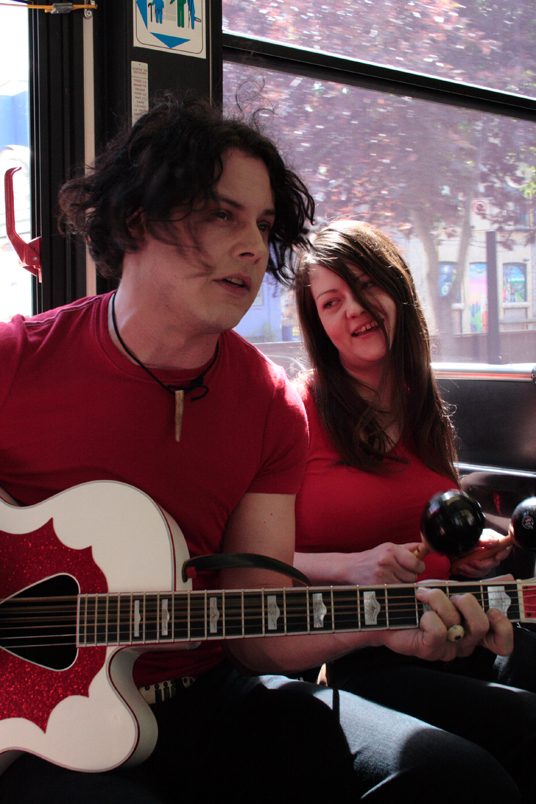
I White Stripes nel 2007.

Nel 2005 la band ha pubblicato il suo quinto album, Get Behind Me Satan, dal quale sono stati estratti tre singoli, Blue Orchid, My Doorbell e The Denial Twist. L'album ha riscosso un buon successo negli Stati Uniti e in Inghilterra, mentre in Italia il disco è stato acquistato molto poco, se confrontato con i dati di vendita di Elephant. L'unico singolo ad aver mosso le classifiche è stato Blue Orchid, mentre gli altri due sono passati raramente sia in radio che in televisione. Il gruppo ha vinto, nel 2006, un Grammy come Best Alternative Music Album per Get Behind Me Satan.
Nel 2005, Jack White con alcuni amici forma i The Raconteurs, nuovo gruppo che pubblica l'anno successivo il disco d'esordio Broken Boy Soldiers. Nel 2006 Jack ha inoltre contribuito al progetto musicale Aluminium, che rielabora brani dei White Stripes con un'orchestra.
Durante i Mondiali di calcio Germania 2006, vinti dall'Italia, il riff della canzone Seven Nation Army è stato sfruttato come coro dalla tifoseria della nazionale di calcio italiana. Tale canzone è stata, in seguito, adottata nella sigla del quiz estivo di Rai 1 Tutto per tutto.
Nel 2007 sono entrati nel Guinness World Record. Il record consisteva nel suonare il concerto più breve della storia: il gruppo ha infatti suonato una sola nota davanti a un pubblico di circa 500 persone a Saint John's, in Canada.

### Icky ThumpeUnder Great White Northern Lights(2007 - 2010)
Il gruppo, cessata la collaborazione nel 2007 con l'etichetta discografica XL Recordings, firma per la Warner Bros. per la pubblicazione di un solo album, il quale viene registrato e mixato in pochi giorni. L'album Icky Thump, titolo ispirato da un celebre sketch americano, esce nel giugno del 2007. L'album ha venduto più di 725.000 copie solo negli Stati Uniti. Nel frattempo, i White Stripes hanno già firmato per alcune date europee, per il tour del nuovo album, e pubblicano i 4 singoli Icky Thump, Rag and Bone, You Don't Know What Love Is (You Just Do as You're Told) e Conquest.
Il 16 marzo 2010 invece esce Under Great White Northern Lights, contenente nella versione normale un CD e DVD live e un documentario sulla band durante il tour canadese di Icky Thump, svoltosi nel 2007. Esiste anche una versione deluxe contenente un CD, un DVD, due LP, due singoli in vinile e un book fotografico con più di 200 pagine di fotografie inedite dal tour.

### Scioglimento
Il 2 febbraio 2011 il duo ha annunciato la fine ufficiale del progetto The White Stripes, affermando che non produrranno più nuovi album, ma continuerà la stampa di materiale inedito e live. L'annuncio specifica che la decisione non è stata presa per divergenze artistiche o problemi di salute, bensì per «una miriade di ragioni, ma principalmente conservare tutto ciò di bello e speciale che appartiene alla band, che merita di rimanere così».

## Formazione
- Jack White – voce, chitarra, pianoforte, organo, basso, percussioni (1997-2011)
- Meg White – batteria, percussioni, voce (1997-2011)

## Discografia

### Album in studio
- 1999 – The White Stripes
- 2000 – De Stijl
- 2001 – White Blood Cells
- 2003 – Elephant
- 2005 – Get Behind Me Satan
- 2007 – Icky Thump